# Quend
Pour les articles homonymes, voir Tchin.
Quend (IPA : /kɛ̃/) est une commune française située dans le département de la Somme en région Hauts-de-France. En picard, elle se nomme Tchin.
Depuis juillet 2020, la commune fait partie du parc naturel régional Baie de Somme - Picardie maritime.
La commune fait partie des villages labellisés Pays d'art et d'histoire qui œuvrent à mettre en avant leur patrimoine,.

## Géographie

### Localisation
Quend est un bourg picard du Ponthieu et du Marquenterre.
Limitrophe de Rue, la commune est située à 19 km au sud-ouest de Montreuil-sur-Mer, 27 km au nord-ouest d'Abbeville et à 66 km au nord-ouest d'Amiens à vol d'oiseau.
Le territoire de la commune est limitrophe de ceux de six communes.
Les communes limitrophes sont  Colline-Beaumont, Conchil-le-Temple, Fort-Mahon-Plage, Rue, Saint-Quentin-en-Tourmont et Villers-sur-Authie.

### Nature du sol et du sous-sol
Le sol de la commune est composé pour une large part d'argile blanche mêlée au sable. On rencontre la tourbe dans les marais. On ne rencontre nulle part de craie si fréquente dans la région.
Au XVe siècle, le territoire était encore constitué de parties submergées. Les dépôts maritimes exhaussèrent le sol et l'Authie se retira vers le nord, bien loin de son lit primitif. De nombreuses digues sont élevées qui permettent alors de lutter contre l'envahissement des marées. La craie n'est présente nulle part.
Seul émerge du pays entièrement plat un îlot de sable roux et galets ronds qui culmine à 10 m : c'est la Foraine, de « foras », dehors.

### Relief, paysage, végétation

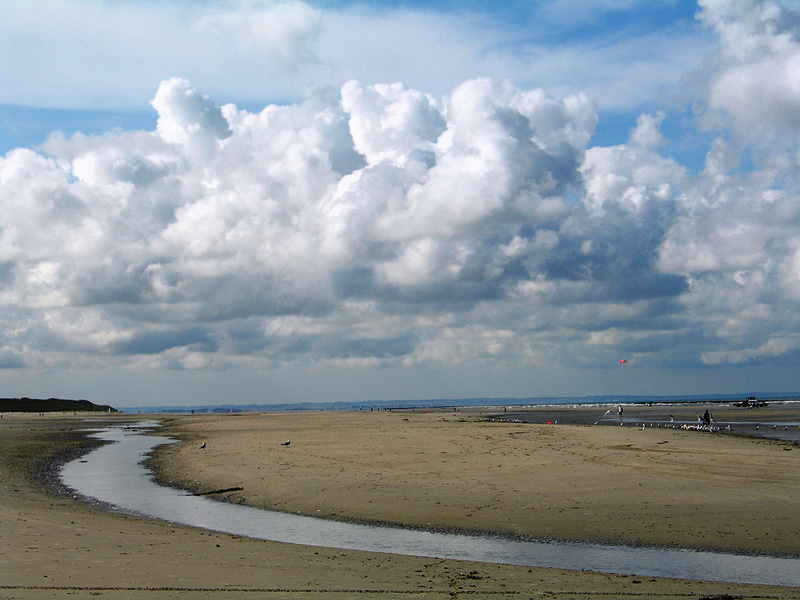
La plage de Quend.

Le relief de la commune est celui d'une plaine côtière dont l'altitude s'élève à une dizaine de mètres. Le littoral est composé de 15 km de plage de sable fin.
Le cordon dunaire a été planté d'oyat et de pin noir d'Autriche pour permettre aux dunes de résister aux assauts du vent.

### Hydrographie

#### Réseau hydrographique
La commune est située dans le bassin Artois-Picardie. Elle est drainée par l'Authie, le canal de la Retz, la Course de Briquebeau, le canal des Masures, le canal des Bas-Champs, la Bonne Dame, la Course de l'ancien échevinage, la Course de routhiauville, la Course du noc-ariare, la Course du quesnel, la Course du village, les Courses des enclos du Fort-Mahon, la Coursette du Royon, la Dunette, le canal de Hère, le canal des Bas Prés, le canal du marquenterre, le Pont à Cailloux et divers autres petits cours d'eau.
L'Authie, d'une longueur de 108 km, prend sa source dans la commune de Coigneux et se jette  dans la Manche, son embouchure formant une vaste baie, comprise entre Fort-Mahon-Plage et Berck, typique des estuaires picards.
Le canal du Marquenterre, d'une longueur de 11 km, prend sa source dans la commune  et se jette  dans le canal de la Maye au niveau du port de plaisance du Crotoy, après avoir traversé quatre communes.

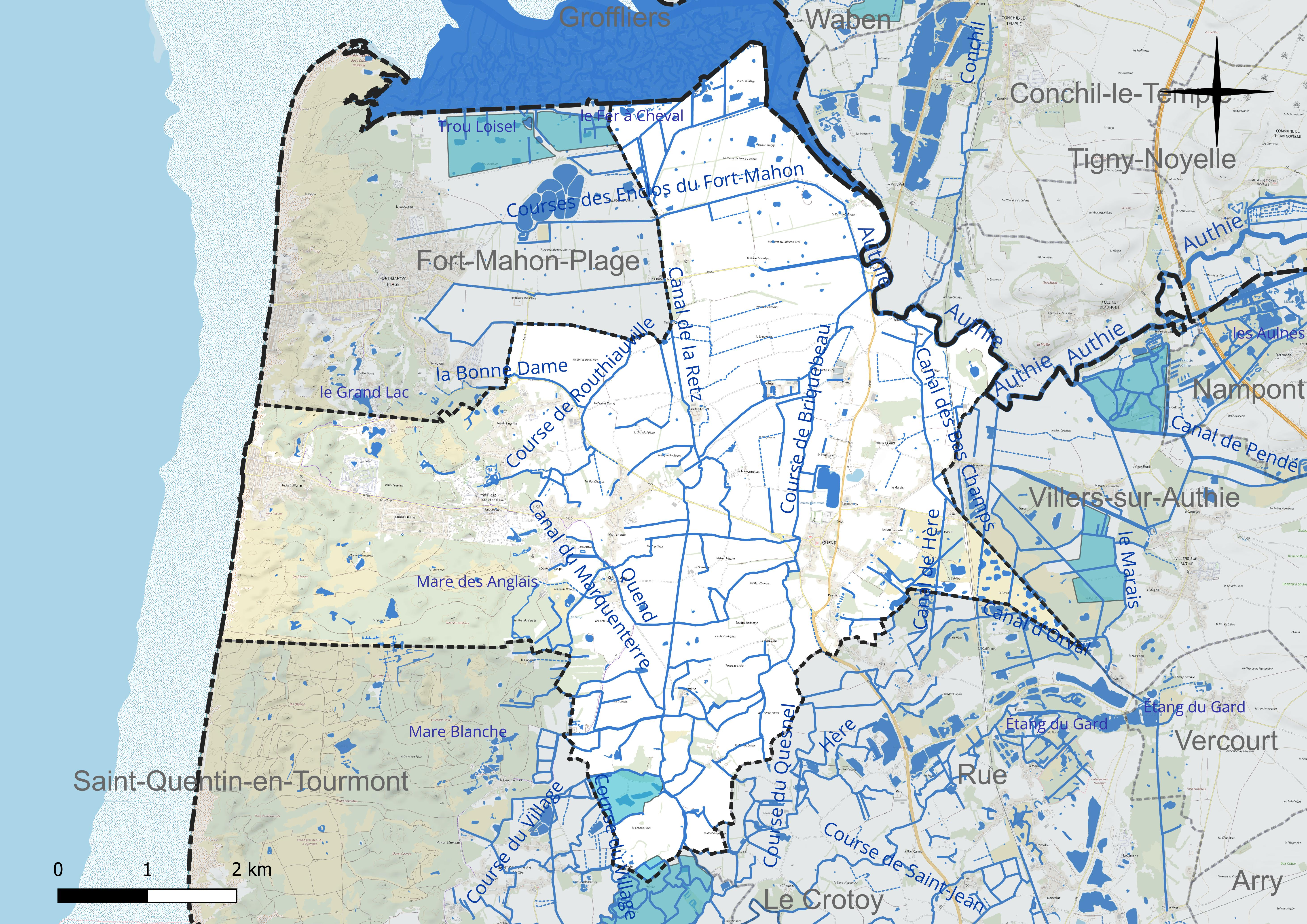
Réseau hydrographique de Quend.

Deux plans d'eau complètent le réseau hydrographique : la mare des Anglais (0,3 ha) et le Grand le lac, d'une superficie totale de 2,6 ha (0,2 ha sur la commune),.

#### Gestion et qualité des eaux
Le territoire communal est couvert par le schéma d'aménagement et de gestion des eaux (SAGE) « Authie ». Ce document de planification concerne un territoire de 1 253 km2 de superficie, délimité par le bassin versant de l'Authie. Le périmètre a été arrêté le 5 août 1999 et le SAGE proprement dit est, en 2024, en cours d'élaboration. La structure porteuse de l'élaboration et de la mise en œuvre est le syndicat mixte Canche Et Authie.
La qualité des cours d'eau peut être consultée sur un site dédié géré par les agences de l'eau et l'Agence française pour la biodiversité.

### Climat
Pour des articles plus généraux, voir Climat des Hauts-de-France et Climat de la Somme.
En 2010, le climat de la commune est de type climat océanique altéré, selon une étude du CNRS s'appuyant sur une série de données couvrant la période 1971-2000. En 2020, Météo-France publie une typologie des climats de la France métropolitaine dans laquelle la commune est exposée à un climat océanique et est dans la région climatique Côtes de la Manche orientale, caractérisée par un faible ensoleillement (1 550 h/an) ; forte humidité de l'air (plus de 20 h/jour avec humidité relative > 80 % en hiver), vents forts fréquents.
Pour la période 1971-2000, la température annuelle moyenne est de 10,7 °C, avec une amplitude thermique annuelle de 13,2 °C. Le cumul annuel moyen de précipitations est de 791 mm, avec 12 jours de précipitations en janvier et 8,1 jours en juillet. Pour la période 1991-2020, la température moyenne annuelle observée sur la station météorologique la plus proche, située sur la commune de Cayeux-sur-Mer à 18 km à vol d'oiseau, est de 11,4 °C et le cumul annuel moyen de précipitations est de 761,1 mm,. Pour l'avenir, les paramètres climatiques de la commune estimés pour 2050 selon différents scénarios d'émission de gaz à effet de serre sont consultables sur un site dédié publié par Météo-France en novembre 2022.

#### Risques naturels
La commune présente un risque de submersion marine.

## Urbanisme

### Typologie
Au 1er janvier 2024, Quend est catégorisée commune rurale à habitat dispersé, selon la nouvelle grille communale de densité à sept niveaux définie par l'Insee en 2022.
Elle est située hors unité urbaine et hors attraction des villes,.
La commune, bordée par la Manche, est également une commune littorale au sens de la loi du 3 janvier 1986, dite loi littoral. Des dispositions spécifiques d'urbanisme s'y appliquent dès lors afin de préserver les espaces naturels, les sites, les paysages et l'équilibre écologique du littoral, tel le principe d'inconstructibilité, en dehors des espaces urbanisés, sur la bande littorale des 100 mètres, ou plus si le plan local d'urbanisme le prévoit.

### Occupation des sols
L'occupation des sols de la commune, telle qu'elle ressort de la base de données européenne d'occupation biophysique des sols Corine Land Cover (CLC), est marquée par l'importance des territoires agricoles (71,8 % en 2018), une proportion sensiblement équivalente à celle de 1990 (71,9 %). La répartition détaillée en 2018 est la suivante :
terres arables (41,2 %), prairies (28,3 %), forêts (11,4 %), milieux à végétation arbustive et/ou herbacée (4,8 %), zones urbanisées (4,7 %), espaces verts artificialisés, non agricoles (3,4 %), zones agricoles hétérogènes (2,3 %), zones humides intérieures (2,3 %), espaces ouverts, sans ou avec peu de végétation (1 %), zones humides côtières (0,6 %). L'évolution de l'occupation des sols de la commune et de ses infrastructures peut être observée sur les différentes représentations cartographiques du territoire : la carte de Cassini (XVIIIe siècle), la carte d'état-major (1820-1866) et les cartes ou photos aériennes de l'IGN pour la période actuelle (1950 à aujourd'hui).

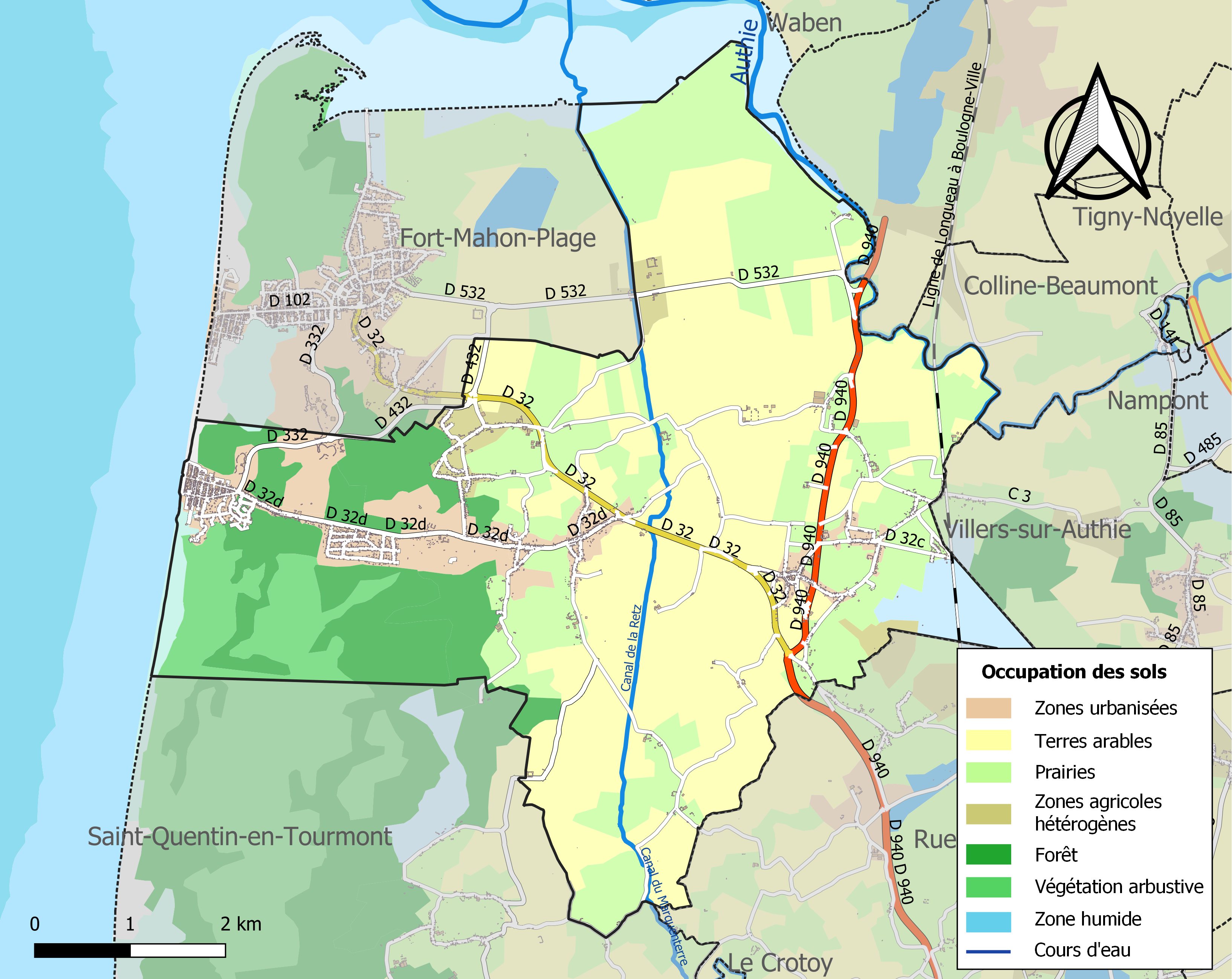
Carte des infrastructures et de l'occupation des sols de la commune en 2018 (CLC).

### Habitat
Le territoire communal est très étendu et comporte de nombreux hameaux (situation en 1899), notamment :
- le Vieux-Quend : certainement le berceau de l'agglomération, emplacement probable de Quentovic,
- le Marais, à 1 km du chef-lieu,
- le Fort Mahon, près de la baie d'Authie,
- le Royon : tire son nom des digues qui y aboutissent : les royons,
- Routhiauville, sur l'ancien lit de l'Authie, la mer y battait encore au XVe siècle,
- Monchaux (Monceaux) : sur le bord des dunes, siège d'un ancien échevinage,
- le Mureau (autrefois Murel, muraille), bâti près de la foraine,
- Froise, dont le nom viendrait de Phrudis, ancien nom du fleuve Somme[39],
- Herre, sur la route de Rue,
- le Bout des Crocs, à la limite des crocs (dunes), d'où son nom,
- Pont-à-Cailloux, ainsi nommé à cause du gué qui s'y trouvait avant la construction du pont,
- les Mollières, maisons éparses dans les dernières renclôtures (polders),
- le Pontgerville, terre seigneuriale d'où l'académicien Sanson de Pongerville tire son nom,
- le Donvoix, emplacement d'anciens établissements romains,
- le Château Neuf, tire son nom de M. de Châteauneuf qui en était propriétaire en 1740,
- Château de la Motte, sur les ruines d'un château féodal,
- la Grande Retz, ancienne maison seigneuriale du fief de la Retz...

### Voies de communication et transports
La commune est desservie par une entrée-sortie de l'autoroute A 16 Paris-Calais (sortie 24 à Forest-Montiers).
Transports en commun routiers : la localité est desservie par les lignes de bus du réseau Trans'80, chaque jour de la semaine, sauf le dimanche.

## Toponymie
Le nom de la localité est attesté sous les formes Quentovic (sans date), Quent en 1210, Quend en 1233.

## Histoire

### Antiquité
Poteries, médailles, pierres indiquent une présence romaine. Des travaux d'endiguement sont probablement réalisés, différenciant alors les baies de Somme et d'Authie.

### Moyen Âge
En 858, les Vikings, venus par la baie d'Authie, ne laissèrent que des ruines.
La commune du Marquenterre est créée par une charte communale de 1190. Cette charte est accordée par Guillaume III, comte de Ponthieu.
Marquenterre signifierait mares kienterre, la mer qui rentre dans la terre.

### Époque moderne
En 1515, construction de nouvelles digues pour se protéger des assauts de la mer.
En 1640, Quend-le-Jeune est la résidence du maïeur du Marquenterre. On y compte huit échevins et neuf bourgeois.
Les renclôtures attirent les convoitises et cela entraîne des procès :
- Procès (1699, 1717), avec le comte de Mailly, seigneur de la Motte et des dunes, qui réclame les mollières cédées à ses créateurs,
- avec les religieux de Saint-Valery, propriétaires des mollières depuis 1190,
- avec le comte de Boullainvillers,
- avec le Guerrier de Lormoy,
- avec le comte d'Artois...

La Révolution mit un terme à ces procès.

### Époque contemporaine
Quend est issu de la commune du Marquenterre dissoute en 1791. Cette dissolution donna aussi naissance à la commune de Saint-Quentin-en-Tourmont.
Le 23 germinal an IX (12 avril 1801), deux compagnies sont créées pour lutter contre les vols et brigandages mais aussi se porter à la côte pour parer à un éventuel débarquement anglais. Deux batteries sont élevées en haut des dunes.
En 1815 et 1870, les Prussiens paraissent dans la commune mais seulement après les hostilités.
De 1872 à 1886, la commune perd plus de 200 habitants à la suite de la mise en herbages des fermes du Châteauneuf et du Trou-à-Mouches.
En 1923, une partie de la commune est soustraite pour créer la nouvelle commune de Fort-Mahon-Plage.
Quend-Plage a été aménagé en station balnéaire à la fin du XIXe siècle. D'importantes destructions sont subies pendant la Seconde Guerre mondiale. Une campagne de reconstruction est entreprise dans les années suivantes, en donnant la priorité à la construction de campings.

## Politique et administration
| Période   | Période                      | Identité                        | Étiquette | Qualité                                     |
| --------- | ---------------------------- | ------------------------------- | --------- | ------------------------------------------- |
| 1793      |                              | Pierre-Crépin Duvauchelle       |           |                                             |
| 1795      |                              | Jehan Aniquet                   |           |                                             |
| 1797      |                              | Louis Manier                    |           |                                             |
| 1800      |                              | Louis Manier                    |           |                                             |
| 1800      | 1801                         | M. Lefèvre Lahouplière          |           |                                             |
| 1801      | 1804                         | M. Houbron                      |           |                                             |
| 1804      | 1810                         | Elluin Barbier                  |           |                                             |
| 1810      | 1816                         | Honoré Choquart                 |           |                                             |
| 1818      | 1830                         | Jean-François Harlé             |           |                                             |
| 1830      | 1835                         | Charles Lefèvre de la Houplière |           |                                             |
| 1835      | 1844                         | Louis Manier                    |           |                                             |
| 1844      | 1848                         | Augustin-Edouard Elluin         |           |                                             |
| 1848      | 1861                         | Charles Maillard                |           |                                             |
| 1861      | 1867                         | Gaspard Rivet                   |           |                                             |
| 1867      | 1870                         | Jules Lefèvre de la Houplière   |           |                                             |
| 1870      | 1876                         | Charles de la Houplière         |           |                                             |
| 1876      | 1884                         | Alphonse de la Houplière        |           |                                             |
| 1884      | 1888                         | Édouard Elluin                  |           |                                             |
| 1888      | 1902                         | Siméon Cazier                   |           |                                             |
| 1902      | 1904                         | Édouard Maillet                 |           |                                             |
| 1904      | 1919                         | Hilaire Volant                  |           |                                             |
| 1919      | 1929                         | Louis Pierrain                  |           |                                             |
| 1929      | 1930                         | Alfred Poupart                  |           |                                             |
| 1930      | 1941                         | Basile Capet                    |           |                                             |
| 1941      | 1944                         | Marcel Vasseur                  |           |                                             |
| 1944      | 1945                         | Hilaire Volant                  |           |                                             |
| 1945      | 1947                         | Fernand Bailleul                |           |                                             |
| 1947      | 1965                         | Hilaire Volant                  |           |                                             |
| 1965      | 1967                         | Maurice Roussel                 |           |                                             |
| 1967      | 1983                         | Léon Capet                      |           |                                             |
| 1983      | 2001                         | Daniel Boudeville               |           |                                             |
| mars 2001 | En cours (au 8 octobre 2020) | Marc Volant                     |           | Agriculteur Réélu pour le mandat 2020-2026, |

## Population et société

### Démographie

#### Évolution démographique
L'évolution du nombre d'habitants est connue à travers les recensements de la population effectués dans la commune depuis 1793. Pour les communes de moins de 10 000 habitants, une enquête de recensement portant sur toute la population est réalisée tous les cinq ans, les populations de référence des années intermédiaires étant quant à elles estimées par interpolation ou extrapolation. Pour la commune, le premier recensement exhaustif entrant dans le cadre du nouveau dispositif a été réalisé en 2005.
En 2022, la commune comptait 1 280 habitants, en évolution de −7,71 % par rapport à 2016 (Somme : −1,26 %, France hors Mayotte : +2,11 %). Le maximum de la population a été atteint en 1872 avec 1 858 habitants.
| 1793  | 1800  | 1806  | 1821  | 1831  | 1836  | 1841  | 1846  | 1851  |
| ----- | ----- | ----- | ----- | ----- | ----- | ----- | ----- | ----- |
| 1 600 | 1 320 | 1 509 | 1 785 | 1 680 | 1 746 | 1 747 | 1 793 | 1 712 |

| 1856  | 1861  | 1866  | 1872  | 1876  | 1881  | 1886  | 1891  | 1896  |
| ----- | ----- | ----- | ----- | ----- | ----- | ----- | ----- | ----- |
| 1 745 | 1 832 | 1 848 | 1 858 | 1 827 | 1 703 | 1 648 | 1 676 | 1 714 |

| 1901  | 1906  | 1911  | 1921  | 1926  | 1931  | 1936  | 1946  | 1954  |
| ----- | ----- | ----- | ----- | ----- | ----- | ----- | ----- | ----- |
| 1 679 | 1 725 | 1 824 | 1 839 | 1 291 | 1 231 | 1 452 | 1 233 | 1 352 |

| 1962  | 1968  | 1975  | 1982  | 1990  | 1999  | 2005  | 2006  | 2010  |
| ----- | ----- | ----- | ----- | ----- | ----- | ----- | ----- | ----- |
| 1 353 | 1 345 | 1 315 | 1 243 | 1 209 | 1 205 | 1 378 | 1 376 | 1 381 |

| 2015  | 2020  | 2022  | - | - | - | - | - | - |
| ----- | ----- | ----- | - | - | - | - | - | - |
| 1 391 | 1 272 | 1 280 | - | - | - | - | - | - |

#### Pyramide des âges
La population de la commune est relativement âgée.
En 2018, le taux de personnes d'un âge inférieur à 30 ans s'élève à 25,3 %, soit en dessous de la moyenne départementale (36,4 %). À l'inverse, le taux de personnes d'âge supérieur à 60 ans est de 40,6 % la même année, alors qu'il est de 26,0 % au niveau départemental.
En 2018, la commune comptait 681 hommes pour 674 femmes, soit un taux de 50,26 % d'hommes, légèrement supérieur au taux départemental (48,51 %).
Les pyramides des âges de la commune et du département s'établissent comme suit.
| Hommes | Classe d’âge | Femmes |
| ------ | ------------ | ------ |
| 0,8    | 90 ou +      | 1,9    |
| 11,3   | 75-89 ans    | 11,2   |
| 28,0   | 60-74 ans    | 28,0   |
| 19,9   | 45-59 ans    | 20,5   |
| 13,8   | 30-44 ans    | 14,1   |
| 12,1   | 15-29 ans    | 10,1   |
| 14,2   | 0-14 ans     | 14,2   |

| Hommes | Classe d’âge | Femmes |
| ------ | ------------ | ------ |
| 0,6    | 90 ou +      | 1,8    |
| 6,7    | 75-89 ans    | 9,4    |
| 17,2   | 60-74 ans    | 18,1   |
| 19,8   | 45-59 ans    | 19,1   |
| 18,2   | 30-44 ans    | 17,5   |
| 19,4   | 15-29 ans    | 18     |
| 18,2   | 0-14 ans     | 16,2   |

### Enseignement
Monchaux et Quend-Plage ont possédé chacun leur école qui a fermé. La commune dispose d'une école primaire (maternelle et élémentaire). Le transport scolaire est assuré vers l'école de Quend-ville et le collège de Rue.
La compétence scolaire est gérée par la communauté de communes.
Une sixième classe doit ouvrir en septembre 2025, l'école étant classée en zone d'éducation prioritaire.

### Manifestations locales
Le festival du film grolandais s'est tenu tous les ans de 2005 à 2009 à Quend-Plage-les-Pins, mais également à partir de 2007 le festival off, appelé le Off/Short, la face B du festival du film grolandais.

## Économie

### Activités économiques et de services
C'est le tourisme balnéaire qui constitue l'activité principale de la commune. Outre les activités de plage et de navigation, la randonnée, le char à voile, la pêche, la chasse participent au dynamisme économique avec les commerces de proximité, l'hôtellerie-restauration etc.

## Culture locale et patrimoine

### Lieux et monuments
- La plage de cette commune, ainsi qu'une partie de celle de la commune voisine de Fort-Mahon-Plage, constituent la Réserve Authie-Somme (protection de la faune, la flore, l'environnement).
- Le Pax : salle mythique du festival de Quend.
- Église Saint-Vaast de Quend ; dans le vieux bourg de Quend, bâtie sur l'ancien îlot d'époque romaine. En 1797, elle servit de point de triangulation pour établir la carte de France. Son clocher, bien que limité à 35 mètres de haut, se voit de très loin.
- Église Notre-Dame-des-Pins à Quend-Plage.
- Chapelle Notre-Dame-du-Bon-Secours à Monchaux.
- Oratoire à Routhiauville.
- Oratoire Notre-Dame-de-Lourdes, en forme de guérite, à Quend-Ville.
- Vieille chapelle sur la route de Rue à Berck, déclassée en remise pour matériel[57].

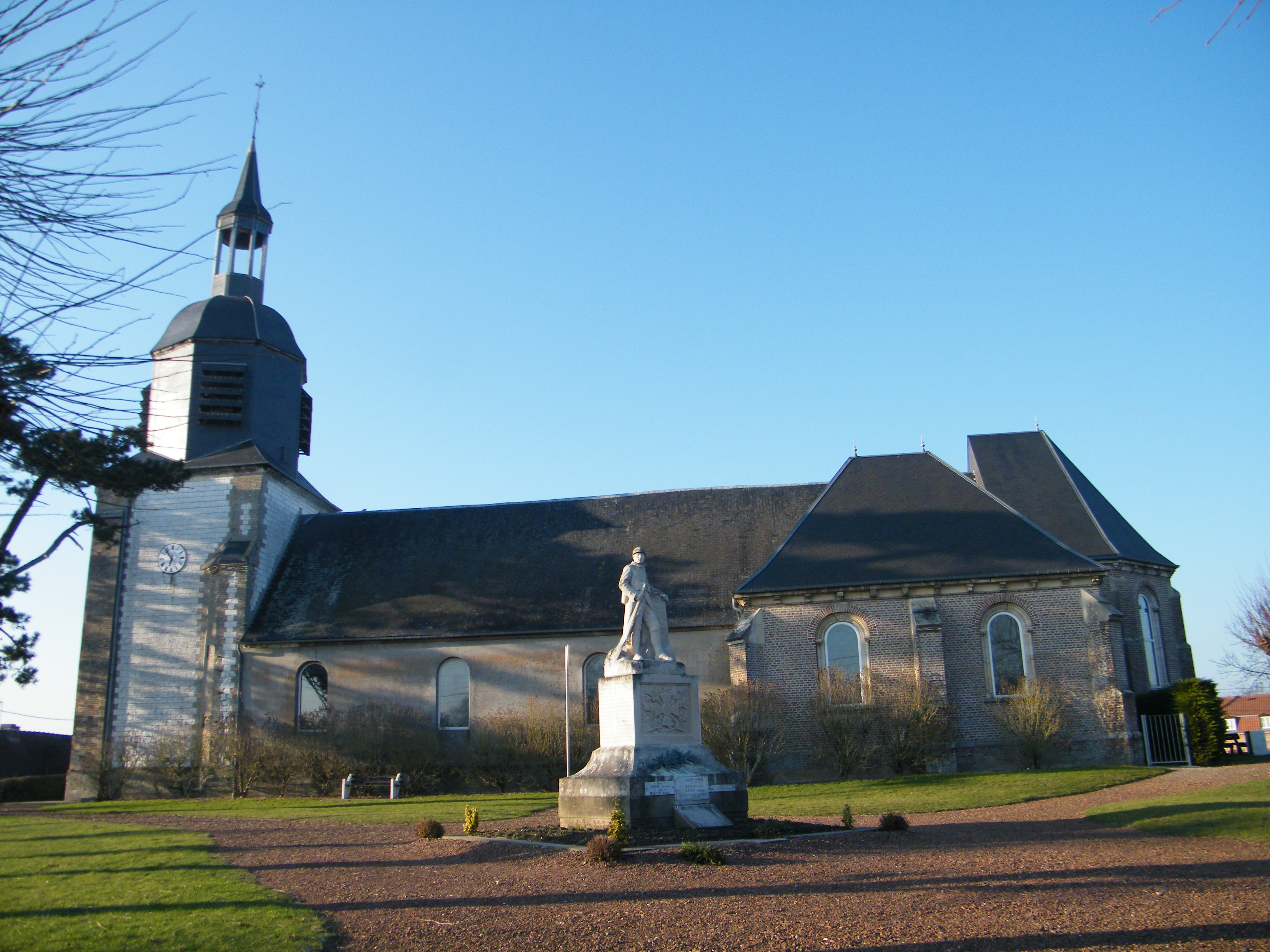
Église Saint-Vaast, Quend-Ville.
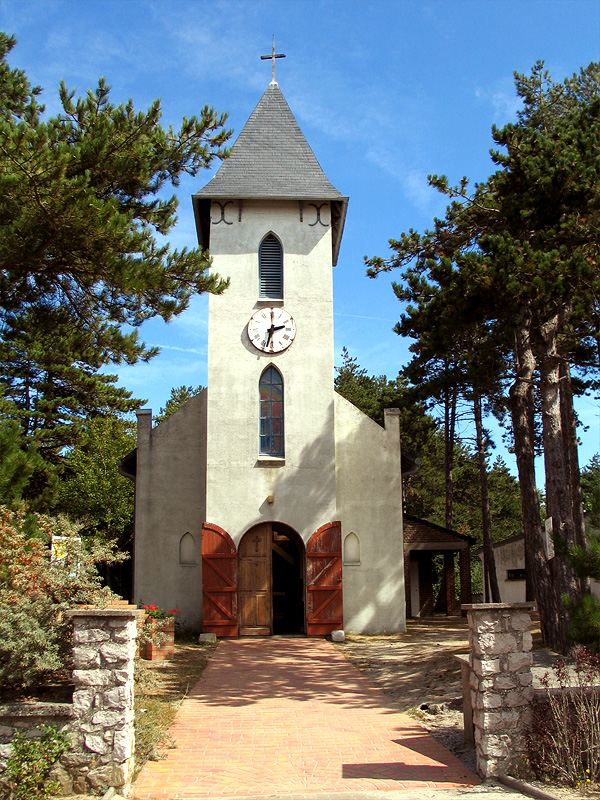
Notre-Dame-des-Pins à Quend-Plage.
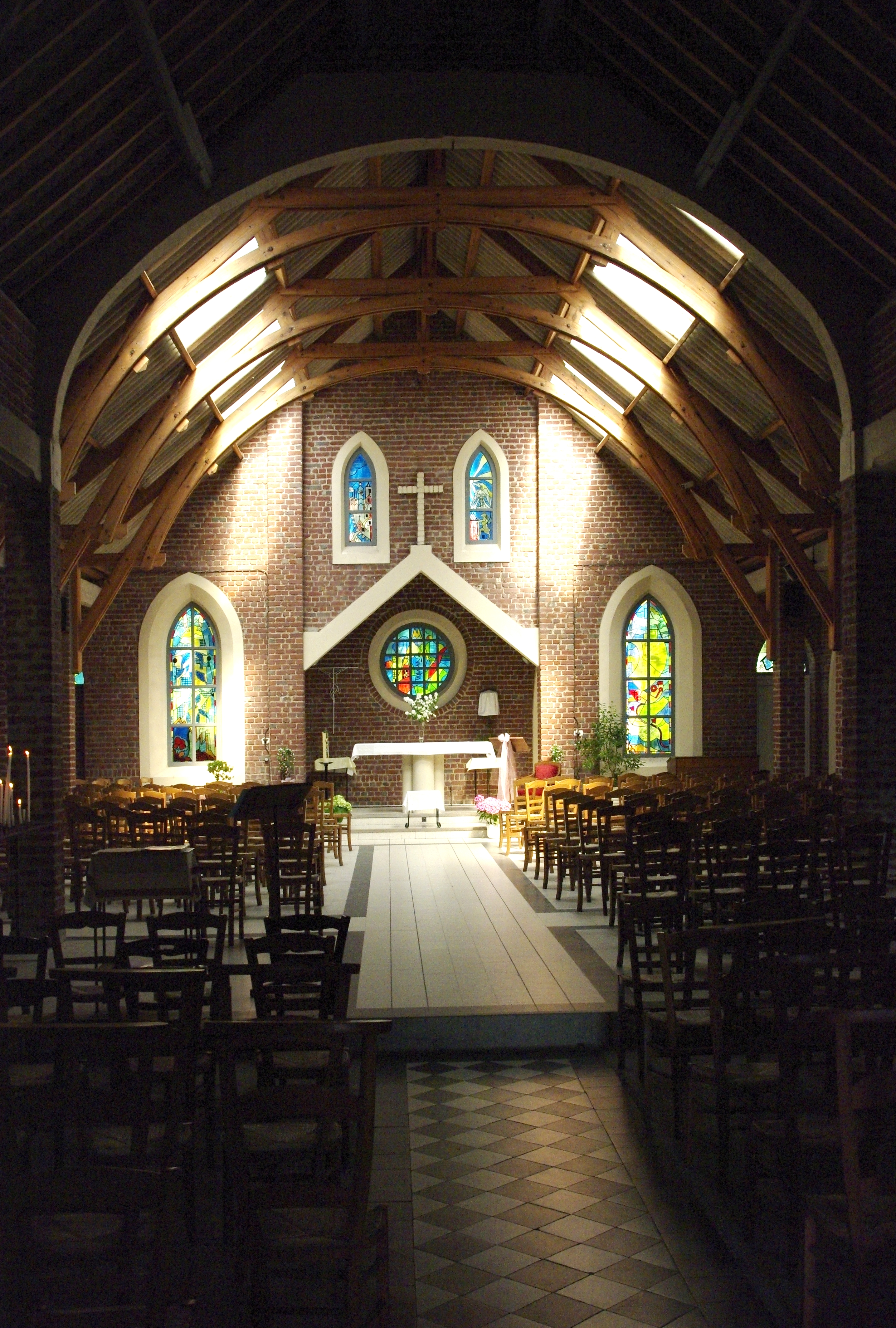
Nef de la chapelle Notre-Dame-des-Pins à Quend-Plage.
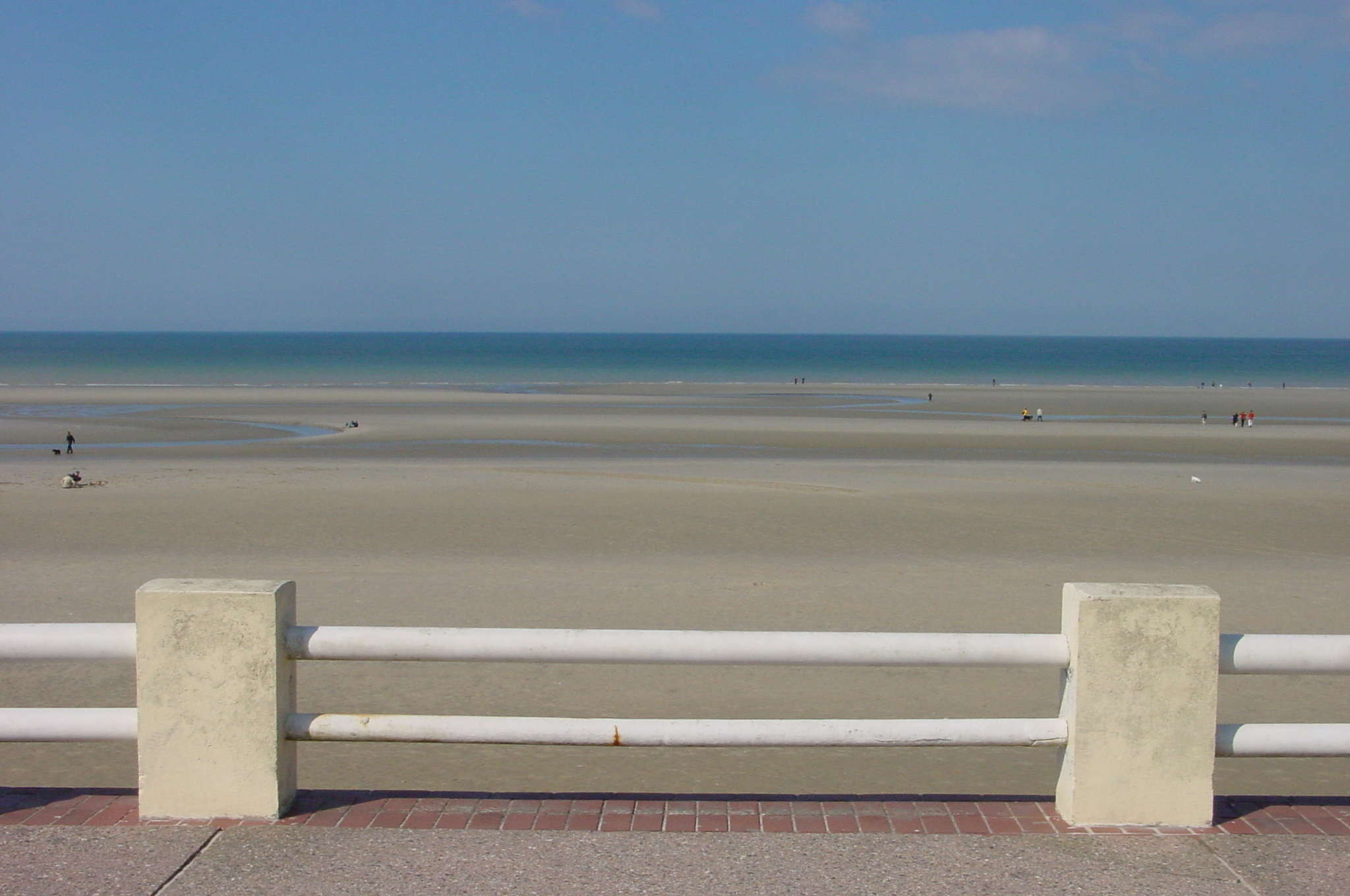
Plage de Quend.
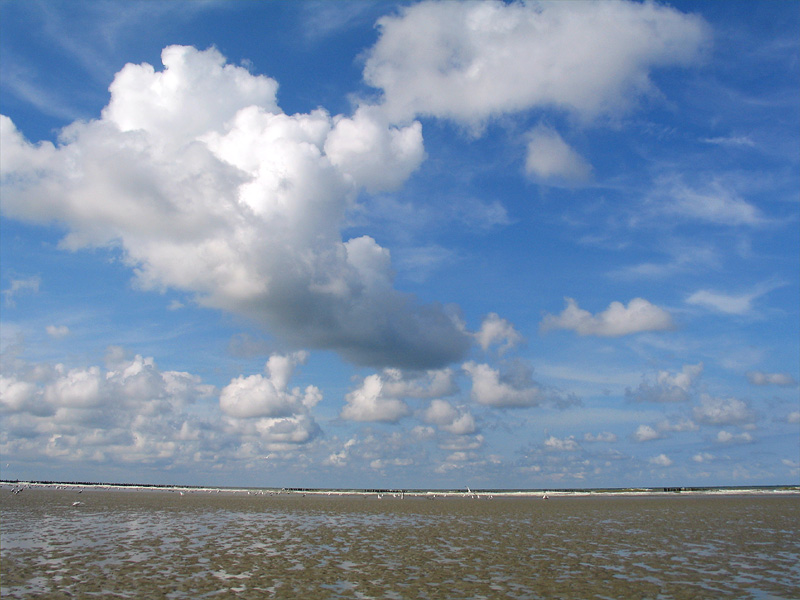
Plage de Quend.
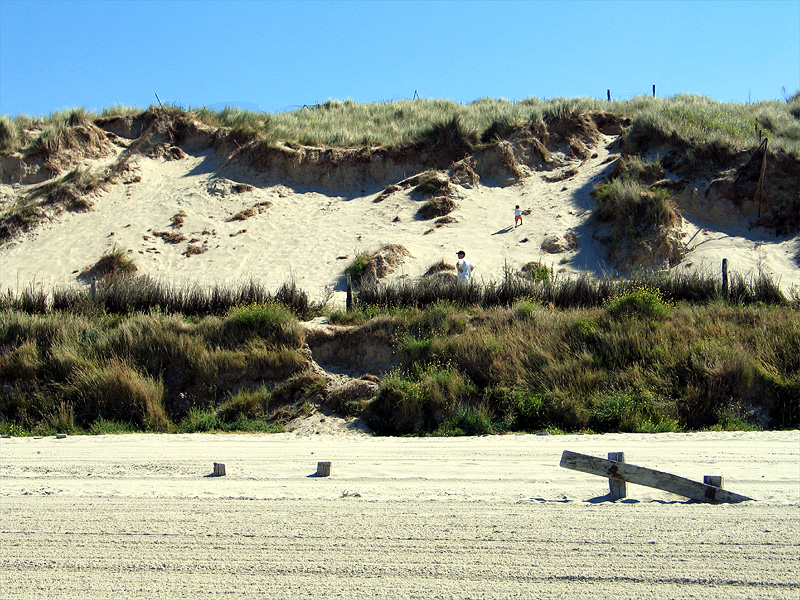
Dunes.
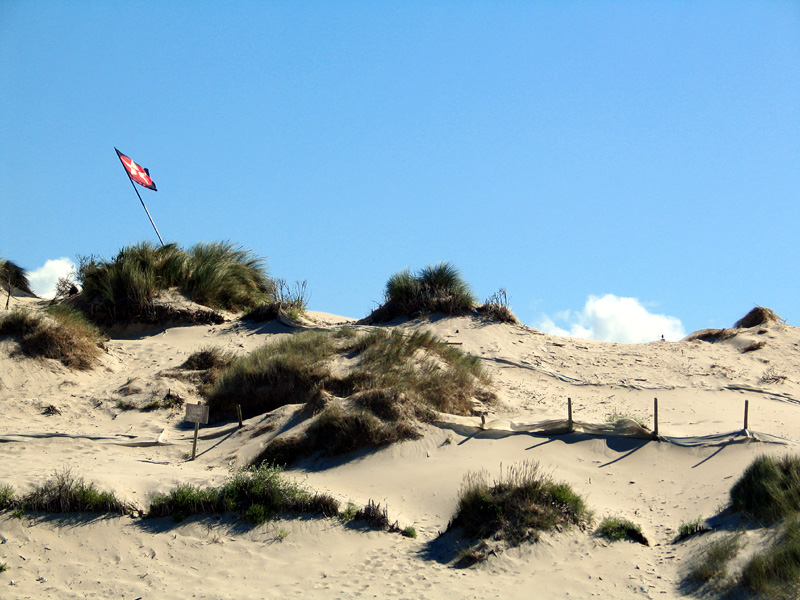
Dunes.
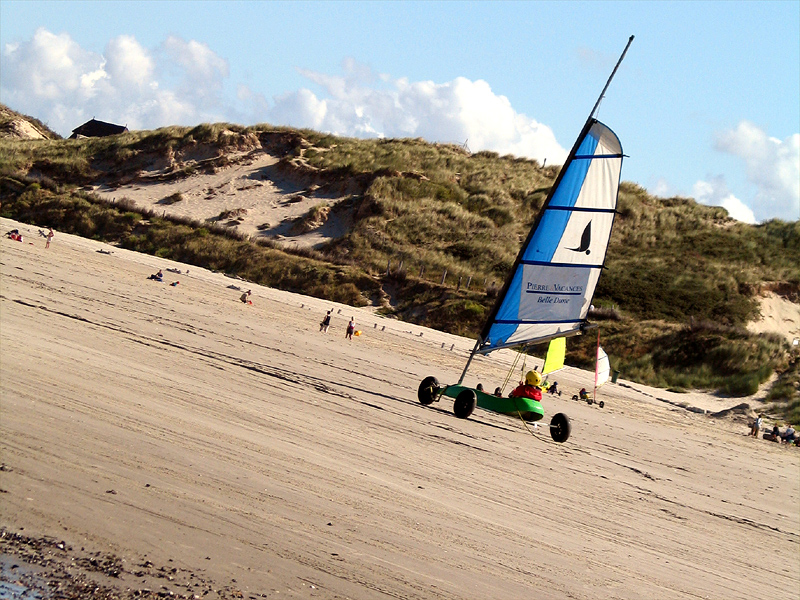
Char à voile sur la plage de Quend.
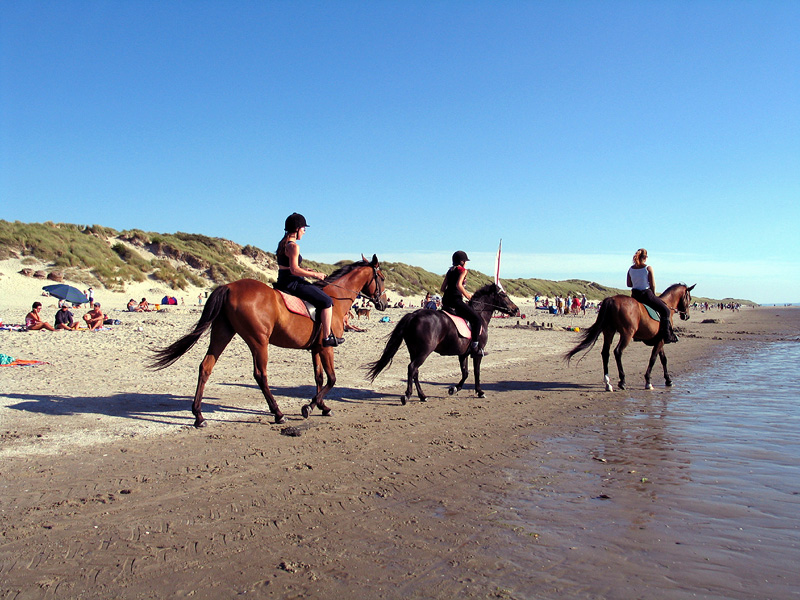
Balade équestre sur la plage de Quend.
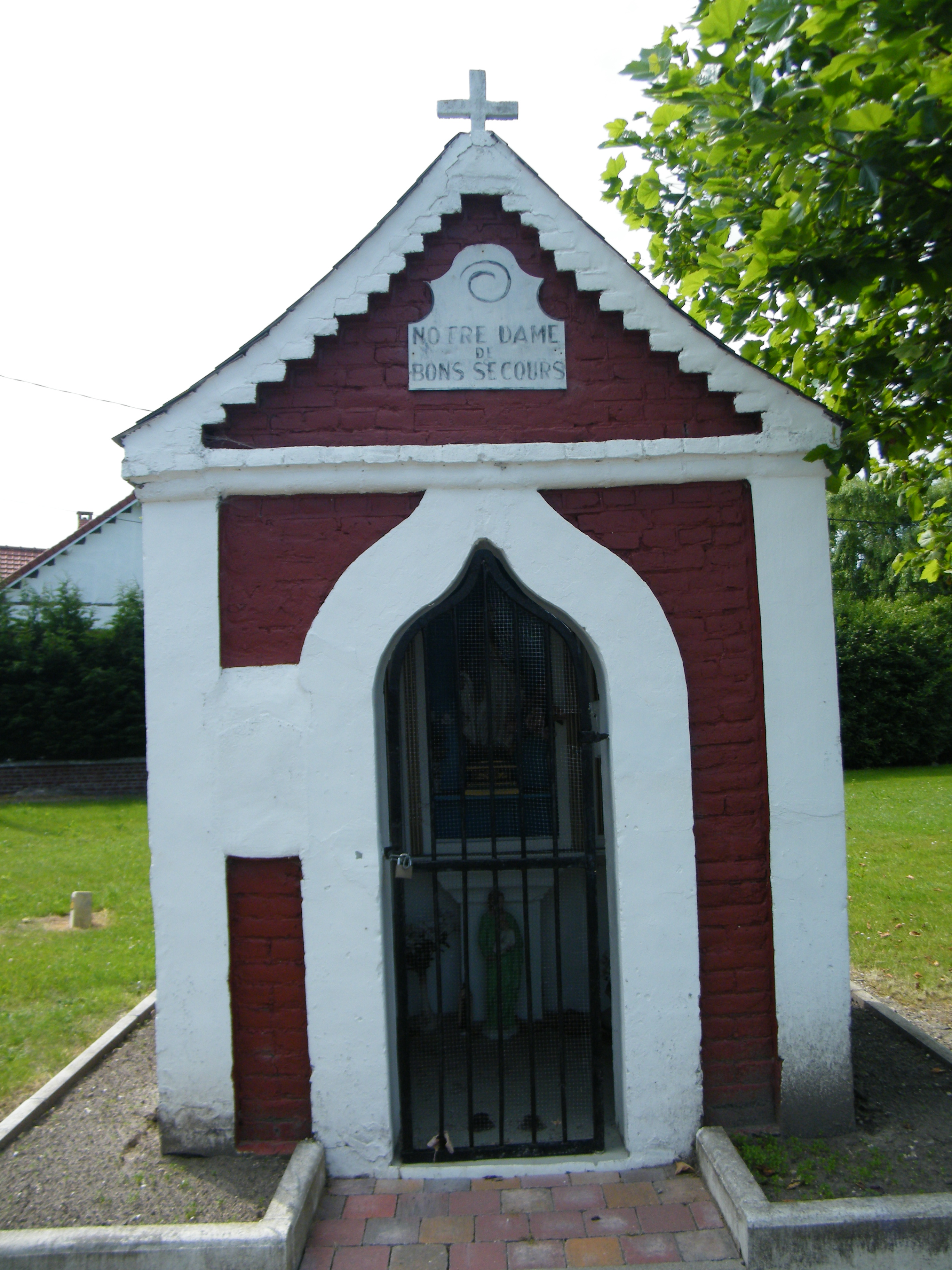
Chapelle à Monchaux.
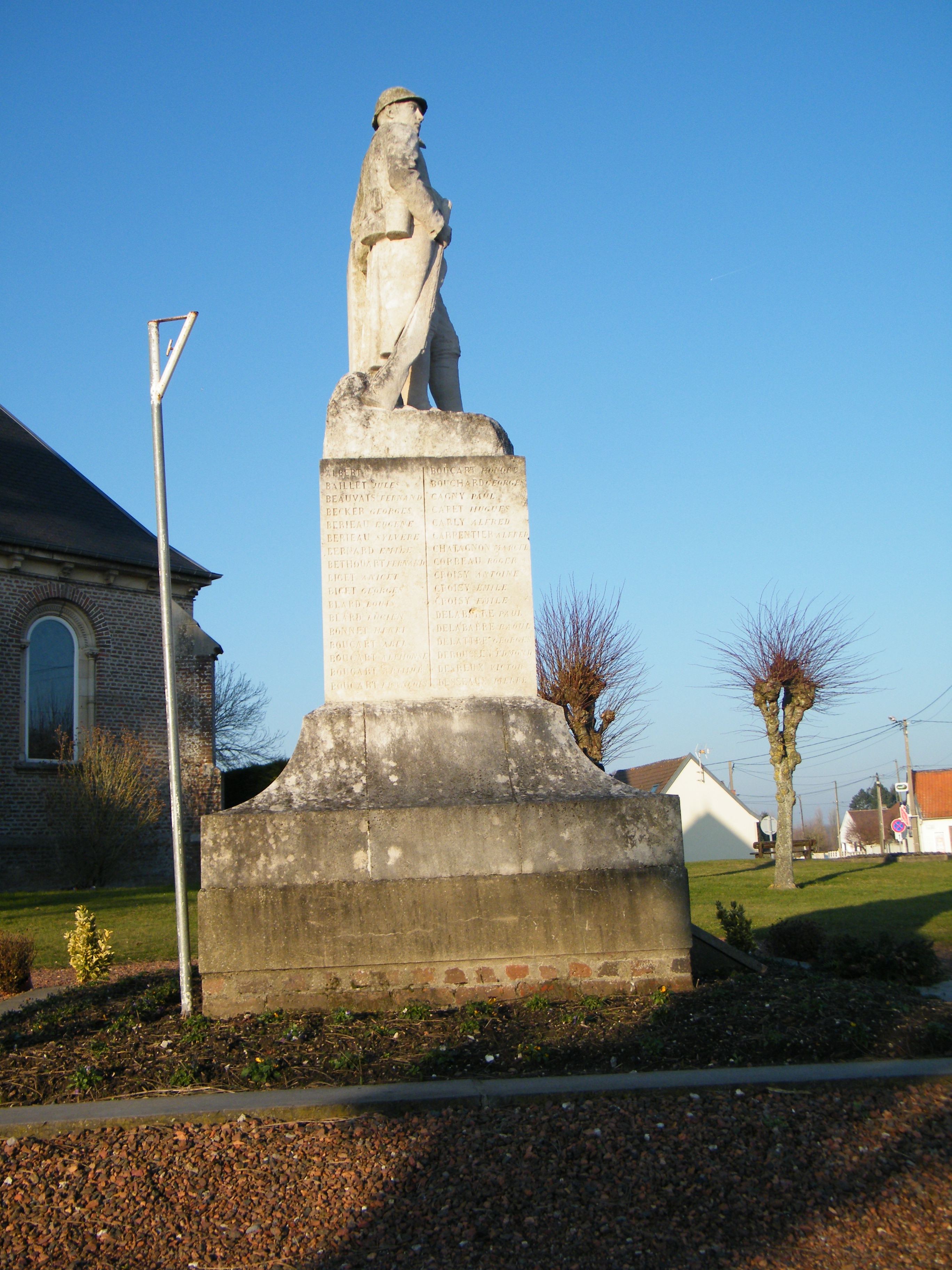
Monument aux morts.
La salle de cinéma Pax.

- Entre Quend-plage et Fort-Mahon-Plage, le syndicat mixte Baie de Somme Grand Littoral Picard propose un sentier de randonnée en une boucle de 4 km à parcourir en 1 h 30, le sentier du Royon.
- Le monument aux morts a été réalisé par le sculpteur picard Albert Roze.

### Héraldique
|  | Les armes de la commune ont été adoptées le 25 septembre 1970. Elles s'inspirent du scel aux causes (sceau aux jugements) de la « commune de Marquenterre », à laquelle le comte de Ponthieu, Guillaume II, octroya une charte de libertés communales aux habitants. Blasonnement : - Parti d'or et de sinople, à deux poissons nageant l'un au-dessus de l'autre, de l'un en l'autre. Ornement extérieur : - Croix de guerre 1939-1945 avec étoile de bronze. Citation à l'ordre du régiment du 11 novembre 1948 : « courageuse commune, presque entièrement détruite au cours de la guerre 1939-1945, s'est remise avec foi et ardeur au travail. » |

### Personnalités liées à la commune
- Pierre Moguez (1913-1982), résistant français, Compagnon de la Libération, est décédé au hameau de Monchaux. Il est inhumé dans la commune.
- Roger Noyon (1934-2019), peintre aquarelliste, ancien instituteur de l'école de Monchaux-les-Quend ; une salle porte son nom au rez-de-chaussée du cinéma de Quend-Plage[60].